# Final do Campeonato Catarinense de Futebol de 2017 - Série B
A final do Campeonato Catarinense de Futebol de 2017 - Série B foi a 31ª final dessa competição estadual de futebol organizada pela Federação Catarinense de Futebol (FCF). Foi decidida em duas partidas, nos dias 8 e 15 de outubro, com mando de campo alternado entre os finalistas.
Foi disputada entre Concórdia e Hercílio Luz. No primeiro jogo, disputado na cidade de Tubarão, o Concórdia deu um passo importante para a conquista do título, vencendo a partida por 3 gols a 1. Já na segunda partida o time da casa manteve o empate em 0 a 0 e sagrou-se o campeão estadual da série B de 2017.

## Regulamento
A Final é disputada pelas equipes que se saírem vencedoras da disputa da fase semifinal, sendo mandante do jogo de volta (segundo jogo da final) a equipe que obteve o maior número de pontos ganhos na soma da primeira e segunda fase (Turno e Returno), obedecendo-se, quanto à disputa, os critérios estabelecidos no regulamento geral da competição.
A equipe que sair vencedora desta fase será considerada Campeã Catarinense de Futebol Profissional da Série B de 2017 e a segunda colocada a Vice-Campeã, sendo que ambas estarão classificadas para a disputa da  Série A do Catarinense de 2018.
Critérios de desempate
Caso haja empate de pontos entre dois clubes, os critérios de desempates são aplicados na seguinte ordem:

1. Saldo de gols

2. Gols marcados na casa do adversário.

Se ainda assim o empate permanecer, será considerada vencedora da disputa a equipe mandante do segundo jogo.

## Bola da final
A final do campeonato terá uma bola personalizada. Teve uma bola com especificação técnica idêntica a utilizada durante toda a competição, mas com detalhes estéticos que trazem a alusão ao "duelo final estadual", escudo da Federação e tons na cor dourada. O modelo é o S11, da Penalty, empresa que é a parceira da Federação no fornecimento de bolas.

## Troféu
O troféu que foi entregue à equipe campeã, foi uma homenagem da Federação Catarinense de Futebol ao ex-atleta José Carlos Goulart, mais conhecido no futebol pelo apelido de “Careca”, falecido no dia 16 de dezembro de 2016, aos 67 anos, em Itajaí, após um infarto.

## Jogos

### Primeira partida
| Domingo, 8 de outubro | Hercílio Luz | 1 – 3  | Concórdia                             | Estádio Aníbal Costa, Tubarão                                                      |
| 16:00                 | Luizinho 21' | Súmula | 40' Gabriel · 49' Jorginho · 70' Beto | Público: 721 Renda: R$ 43.975,00 Árbitro: SC Fernando Henrique de Medeiros Miranda |

| Hercílio Luz | Concórdia |

|            |    |                  |     |     |
|            |    |                  |     |     |
| G          | 1  | Adailson         |     |     |
| LD         | 2  | Lucas Mota       | 75' |     |
| Z          | 3  | Hyago            |     |     |
| Z          | 4  | André Luís       |     |     |
| LE         | 6  | Charles          |     | 71' |
| V          | 5  | Willian Kaefer   | 83' |     |
| V          | 8  | Julen Sandy      | 88' |     |
| M          | 11 | Wellington Saci  |     | 58' |
| M          | 10 | Bruninho         |     |     |
| A          | 7  | Luizinho         |     |     |
| A          | 9  | Jefferson Baiano |     |     |
| Suplentes: |    |                  |     |     |
| G          | 12 | Ronaldo Zilio    |     |     |
| Z          | 13 | Fernando Almeida |     |     |
| Z          | 14 | Elielton         |     |     |
| V          | 15 | William Monteiro |     |     |
| V          | 16 | Robert Willian   |     |     |
| V          | 18 | Dalton           |     |     |
| M          | 20 | Léo              |     |     |
| M          | 21 | Victor Hugo      |     | 58' |
| A          | 19 | Gravatal         |     |     |
| A          | 23 | Rafinha          |     | 71' |
| Treinador: |    |                  |     |     |
| Sales      |    |                  |     |     |

|              |    |                |       |     |
|              |    |                |       |     |
| G            | 1  | Anderson       |       |     |
| LD           | 2  | Ramón Alves    |       |     |
| Z            | 3  | Eduardo Bickel | 90+2' |     |
| Z            | 4  | Gabriel        |       |     |
| LE           | 6  | Talys          |       |     |
| V            | 5  | Andrei         |       |     |
| V            | 7  | Miguel Perin   |       | 72' |
| V            | 8  | Beto           |       |     |
| M            | 10 | Flávio Paulino |       |     |
| M            | 11 | Abner          | 74'   | 75' |
| A            | 9  | Jorginho       | 49'   | 83' |
| Suplentes:   |    |                |       |     |
| G            | 12 | Yan            |       |     |
| Z            | 13 | Dudu           |       |     |
| LE           | 14 | Jefinho        | 70'   | 83' |
| Z            | 15 | Marlon         |       | 72' |
| V            | 16 | Doda           |       |     |
| M            | 18 | Hilton         |       |     |
| M            | 19 | Capinha        |       |     |
| A            | 17 | Ayrton         |       | 75' |
| Treinador:   |    |                |       |     |
| Mauro Ovelha |    |                |       |     |

Bandeirinhas:
 Bruno Muller
 Luis Gustavo Ferreira de Souza
Quarto árbitro:
 Diego da Costa Cidral

### Segunda partida
| Domingo, 15 de outubro | Concórdia | 0 – 0  | Hercílio Luz | Estádio Domingos Machado de Lima, Concórdia                      |
| 17:00                  |           | Súmula |              | Público: 3 242 Renda: R$ 51.420,00 Árbitro: SC Ramon Abatti Abel |

| Concórdia | Hercílio Luz |

|              |    |                  |     |     |
|              |    |                  |     |     |
| G            | 1  | Anderson         |     |     |
| LD           | 2  | Ramón Alves      |     | 70' |
| Z            | 3  | Júnior Sergipano |     |     |
| Z            | 4  | Neguette         |     |     |
| LE           | 6  | Talys            |     |     |
| V            | 5  | Andrei           |     |     |
| V            | 7  | Miguel Perin     |     |     |
| V            | 8  | Beto             | 58' |     |
| M            | 10 | Flávio Paulino   |     | 65' |
| M            | 11 | Abner            |     | 78' |
| A            | 9  | Marcos Paulo     | 57' |     |
| Suplentes:   |    |                  |     |     |
| G            | 12 | Yan              |     |     |
| Z            | 13 | Dudu             |     |     |
| LE           | 14 | Jefinho          |     |     |
| Z            | 15 | Marlon           |     | 70' |
| Z            | 16 | Eduardo Bickel   |     |     |
| Z            | 17 | Gabriel          |     |     |
| M            | 18 | Capinha          |     |     |
| V            | 19 | Doda             |     |     |
| A            | 20 | Jorginho         |     | 65' |
| A            | 21 | Ayrton           |     | 78' |
| M            | 22 | Hilton           |     |     |
| Treinador:   |    |                  |     |     |
| Mauro Ovelha |    |                  |     |     |

|            |    |                  |     |     |
|            |    |                  |     |     |
| G          | 1  | Adailson         |     |     |
| LD         | 2  | Lucas Mota       | 66' |     |
| Z          | 3  | Hyago            | 87' |     |
| Z          | 4  | André Luís       | 57' |     |
| LE         | 6  | Elielton         |     |     |
| V          | 5  | Willian Kaefer   |     |     |
| V          | 8  | Julen Sandy      |     | 53' |
| M          | 11 | Charles          |     | 56' |
| M          | 10 | Bruninho         |     |     |
| A          | 7  | Luizinho         | 36' |     |
| A          | 9  | Jefferson Baiano |     | 79' |
| Suplentes: |    |                  |     |     |
| G          | 12 | Ronaldo Zilio    |     |     |
| Z          | 13 | Fernando Almeida |     |     |
| V          | 14 | Dalton           |     |     |
| V          | 15 | Robert Willian   |     | 53' |
| M          | 16 | Victor Hugo      |     |     |
| A          | 18 | Rafinha          | 82' | 56' |
| A          | 19 | Gravatal         |     | 79' |
| Treinador: |    |                  |     |     |
| Sales      |    |                  |     |     |

Bandeirinhas:
SC Eder Alexandre

SC Clair Dapper

Quarto árbitro:
SC Jefferson Schimidt

## Campeão
| Campeonato Catarinense da Série B de 2017 |
| ----------------------------------------- |
|                                           |
| Concórdia Campeão (2º título)             |